# Beauleen Carl-Worswick

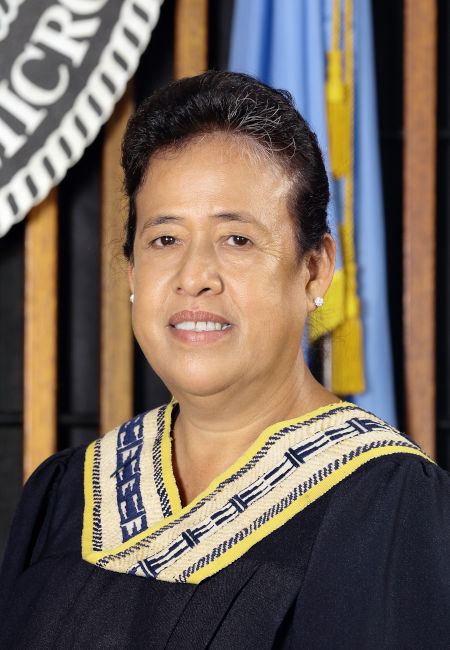
Beauleen Carl-Worswick

Beauleen Carl-Worswick (Pohnpei, setembro de 1962) é uma advogada e magistrada micronésia. Desde setembro de 2010, ocupa o cargo de Juíza Associada da Suprema Corte dos Estados Federados da Micronésia, sendo a primeira mulher a ser designada para tal posição.

## Biografia
Carl-Worswick é filha de um juiz distrital de sua cidade natal. Em 1980, concluiu seus estudos na Escola de Ensino Médio Wallace Rider Farrington, em Honolulu. Em 1984, obteve um Bacharelado em Ciência pelo Colégio Loa, no Havaí, e em 1990 recebeu seu Juris Doctor pela Universidade Gonzaga, nos Estados Unidos. Em 1990, voltou para a Micronésia e passou a trabalhar como assistente da Suprema Corte, sendo aprovada no exame de admissão da ordem dos advogados da Micronésia em 1992, convertendo-se na primeira advogada mulher do país.
Entre 1992 e 1994, Carl-Worswick trabalhou como especialista legal no escritório do Procurador-Geral e assistente no escritório do Procurador-Geral do Estado de Yap. Em seguida, fundou sua própria firma de advocacia e trabalhou em seu escritório particular, localizado no estado de Yap, entre setembro de 1995 a fevereiro de 1996. Entre 1996 a 1998, trabalhou como advogada no Escritório do Defensor Público Nacional.
De janeiro de 1998 a agosto de 1998, Carl-Worswick voltou para Pohnpei, onde atuou como conselheira geral da Pohnpei Utilities Corporation. Em agosto de 1999, foi nomeada e confirmada como Chefe da Defensoria Pública dos Estados Federados da Micronésia, permanecendo neste cargo até julho de 2007. De 2008 a 2010, foi funcionária da Suprema Corte do país.
Em 15 de abril de 2010, Carl-Worswick foi nomeada pelo Presidente Manny Mori para a Suprema Corte, sendo confirmada de forma unânime pelo Congresso dos Estados Federados da Micronésia em 5 de agosto e empossada como Juíza Associada em 21 de setembro. Em julho de 2017, concedeu um mandado de habeas corpus para refugiados nepaleses que haviam sido detidos em um barco por dois anos, decidindo que eles deveriam ser libertados, embora impondo algumas condições, como um toque de recolher.

### Nota
- Este artigo foi inicialmente traduzido, total ou parcialmente, do artigo da Wikipédia em inglês cujo título é «Beauleen Carl-Worswick», especificamente desta versão.